# Galeria Borghese
Galeria Borghese (wł. Galleria Borghese) – muzeum państwowe w Rzymie, przechowujące znaczącą część kolekcji Borghese, na które składało się malarstwo, rzeźba i antyki. Dzieła niegdyś prywatnej kolekcji zostały udostępnione szerokiej publiczności w 1903 roku. Muzeum mieści się w Willi Borghese wchodzącej w skład zespołu pałacowo-parkowego.

## Historia kolekcji Borghese
Gromadzenie zbioru rozpoczął kardynał Scipione Borghese, siostrzeniec papieża Pawła V. Dla niego też została zbudowana Villa Borghese, gdzie aktualnie mieści się galeria. Scipione był jednym z pierwszych mecenasów Berniniego oraz wielbicielem sztuki Caravaggia, co znalazło odbicie w zawartości kolekcji. W 1807 książę Camillo Borghese, mąż Pauliny Bonaparte, został zmuszony przez Napoleona Bonaparte do sprzedaży mu części kolekcji: 154 posągów, 160 popiersi, 170 płaskorzeźb, 30 kolumn i rozmaitych waz. Sprzedane dzieła utworzyły Kolekcję Borghese w Luwrze. W 1827 książę Camillo zakupił w Paryżu słynną Danae Correggia. W 1833, na mocy testamentu Francesca Aldobrandini Borghese, kolekcja została objęta zakazem sprzedaży, co zapobiegło jej dalszym podziałom. W 1891 do Villi Borghese powróciły obrazy przeniesione do pałacu Campo Marzio. W tym samym roku cała kolekcja została zakupiona przez państwo włoskie.

## Willa Borghese
Pałac został ukończony w 1616. Architektem budynku był Flaminio Ponzio, chociaż wkład w projekt miał również flamandzki architekt Giovanni Vasanzio. Vasanzio jest autorem fasady, Ponzio zadecydował o proporcjach pomieszczeń i doryckim porządku zewnętrza.

## Wybrane obrazy

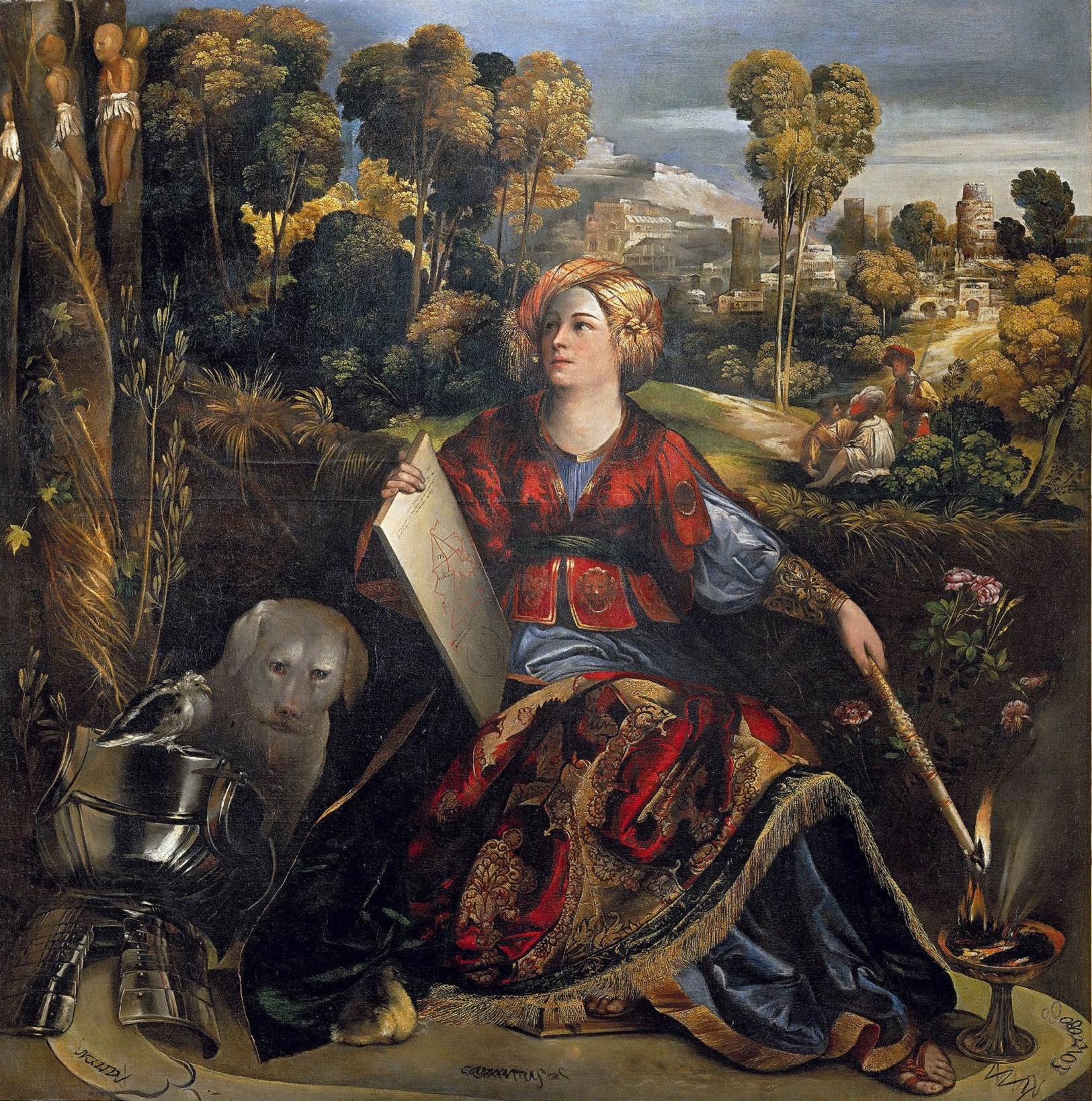
Melissa Dosso Dossi, ok. 1507
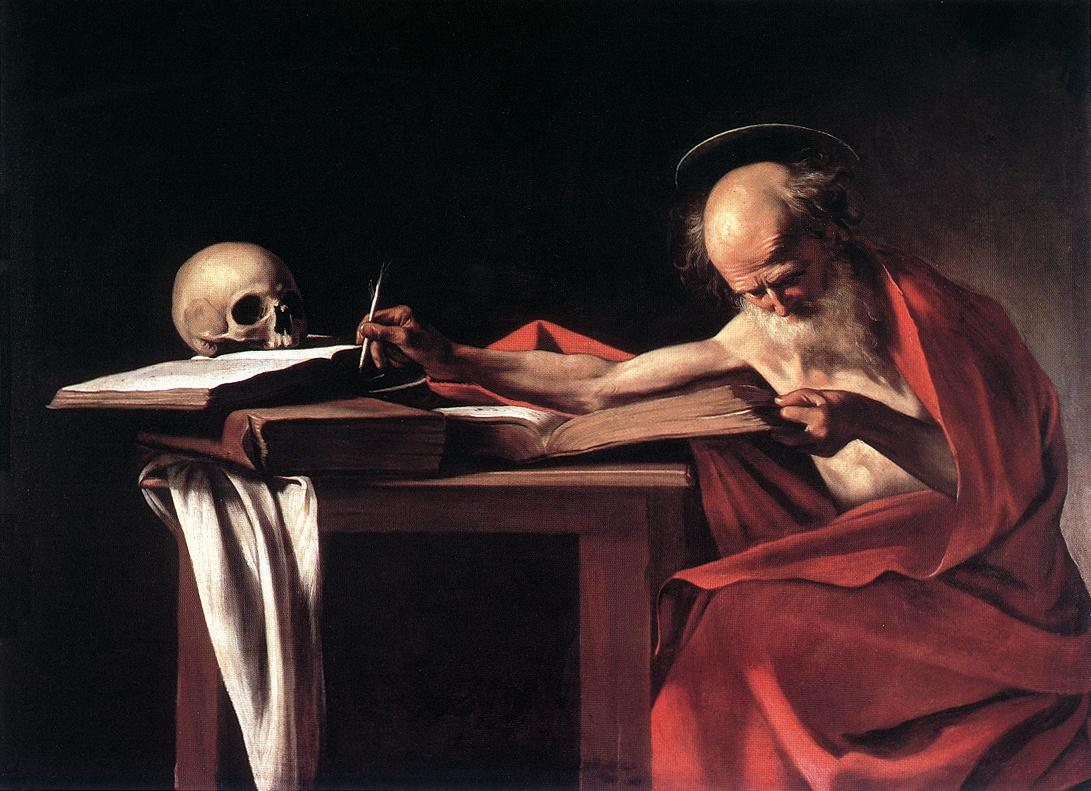
Święty Hieronim Caravaggio, ok. 1606
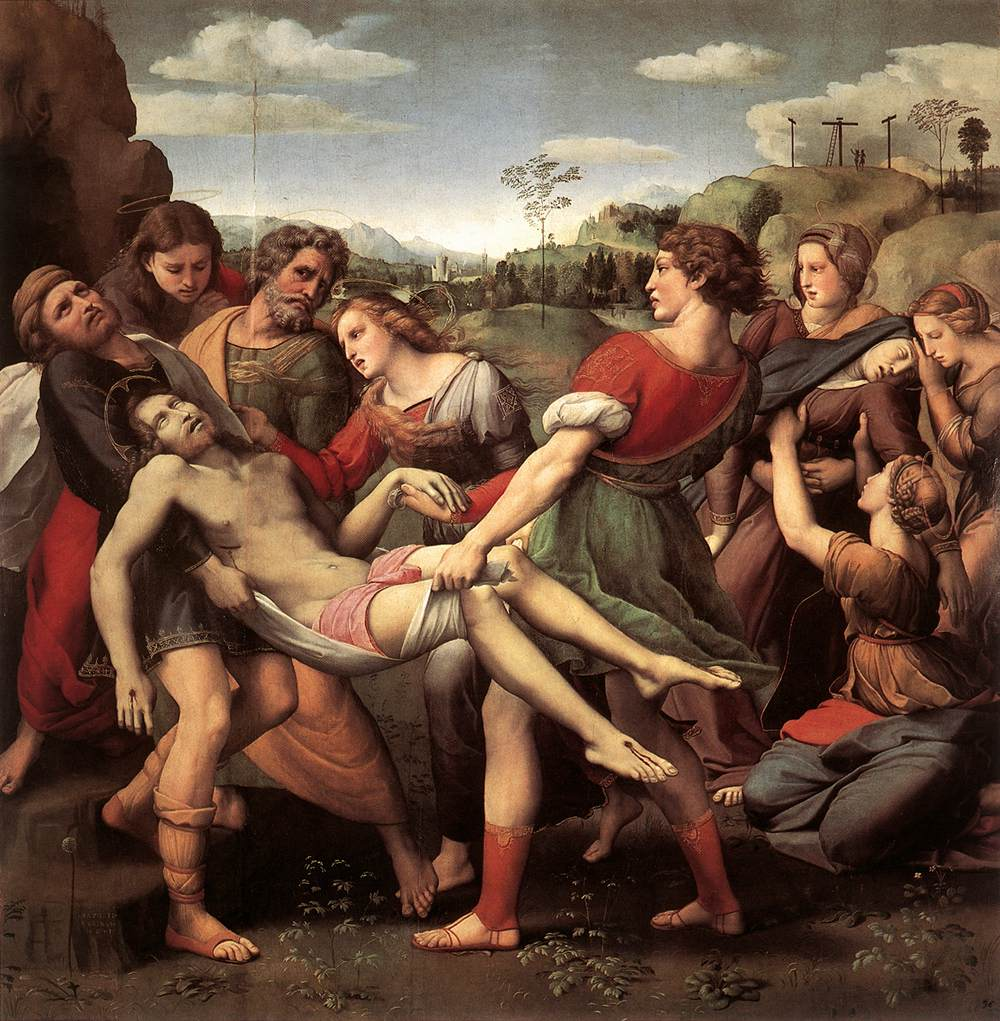
Złożenie do grobu Rafael, ok. 1507
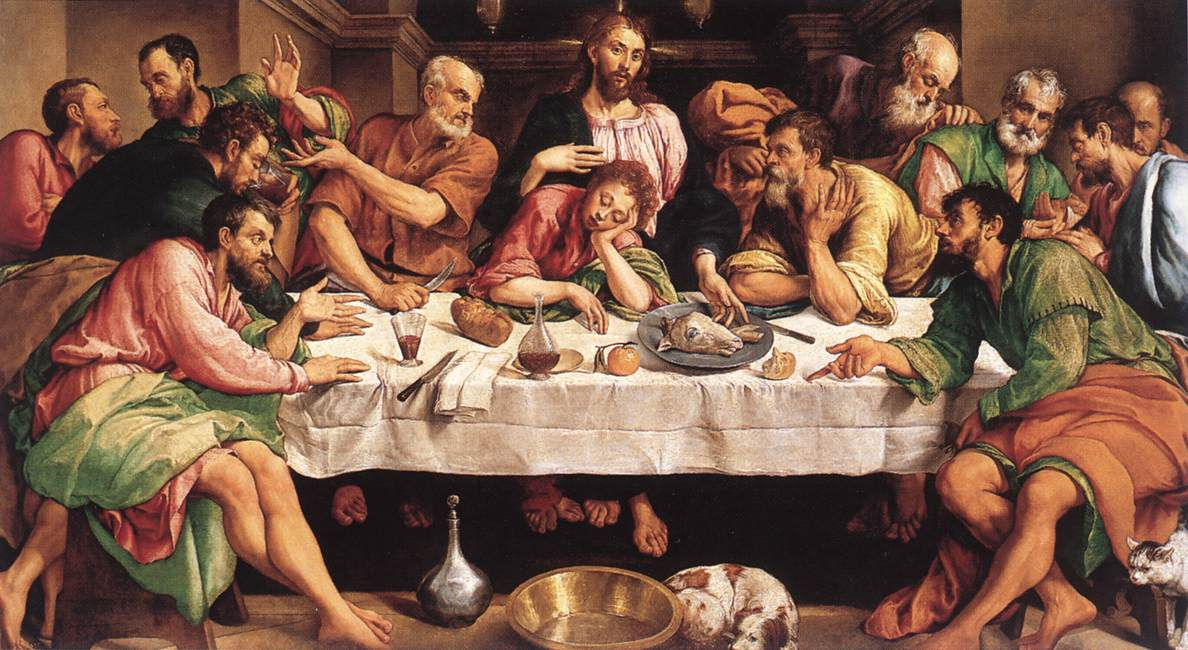
Ostatnia wieczerza Jacopo Bassano, c. 1546
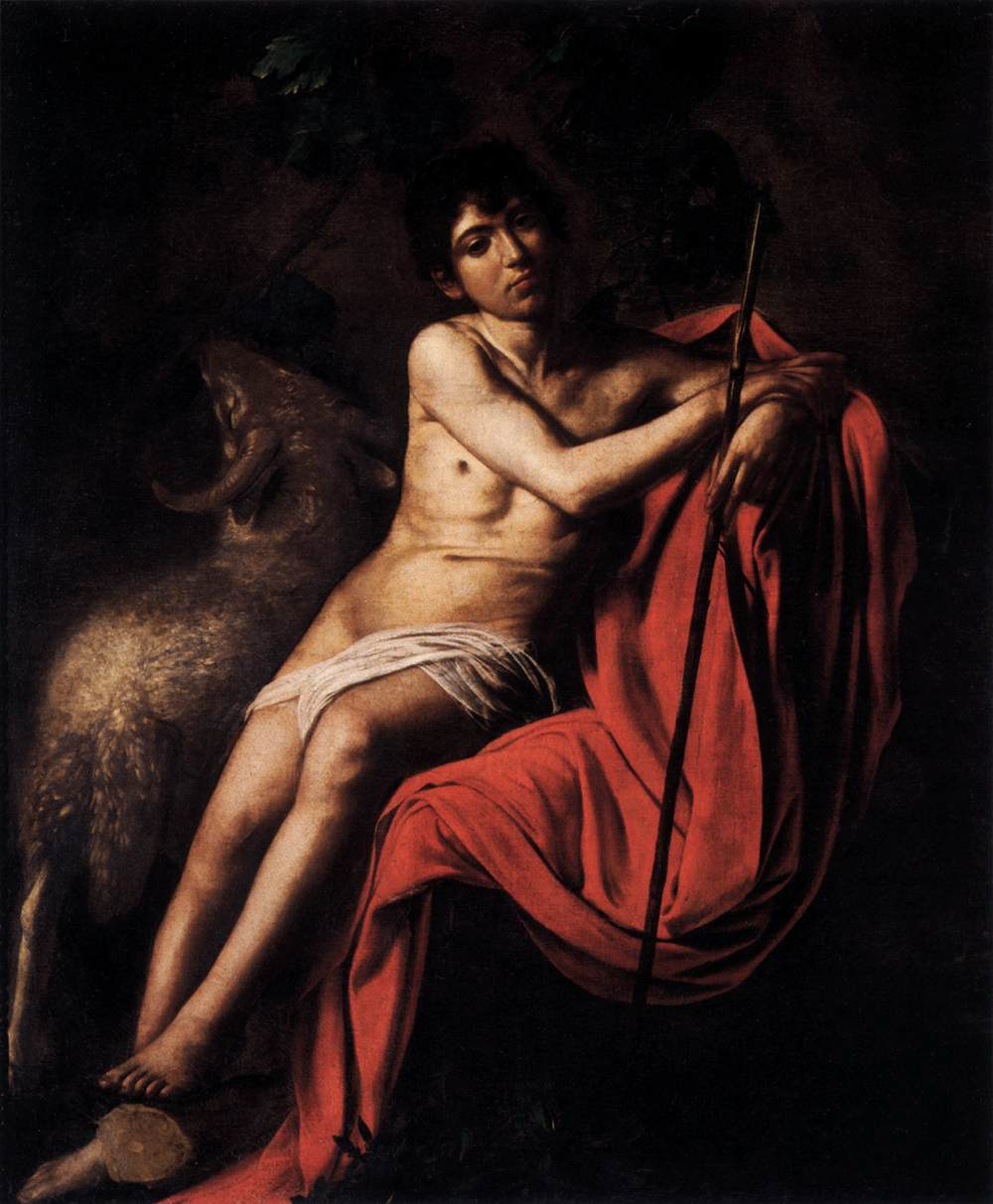
Św. Jan Chrzciciel Caravaggio, ok. 1610
Madonna dei Palafrenieri Caravaggio, ok. 1605-1606
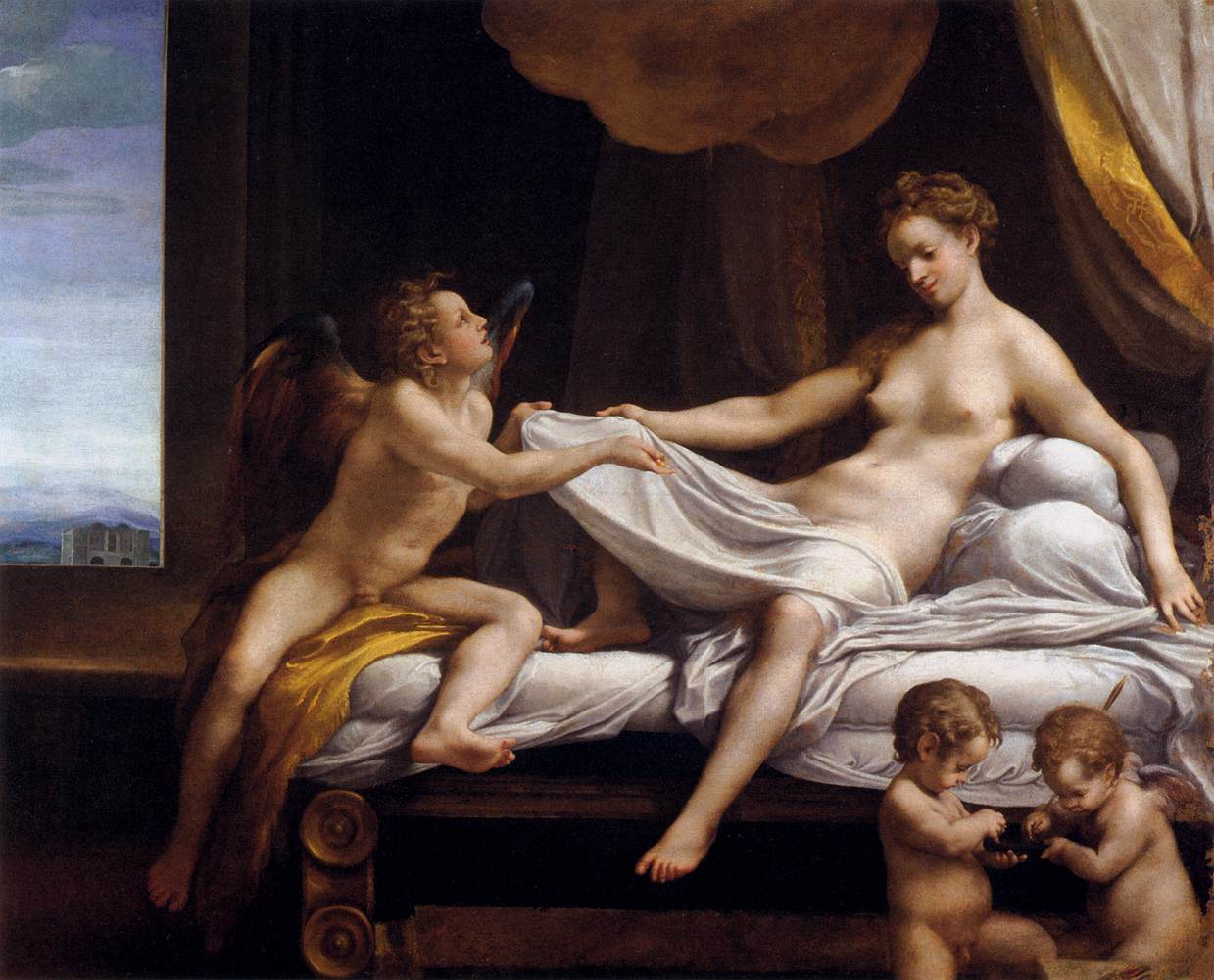
Danae Correggio, ok. 1530
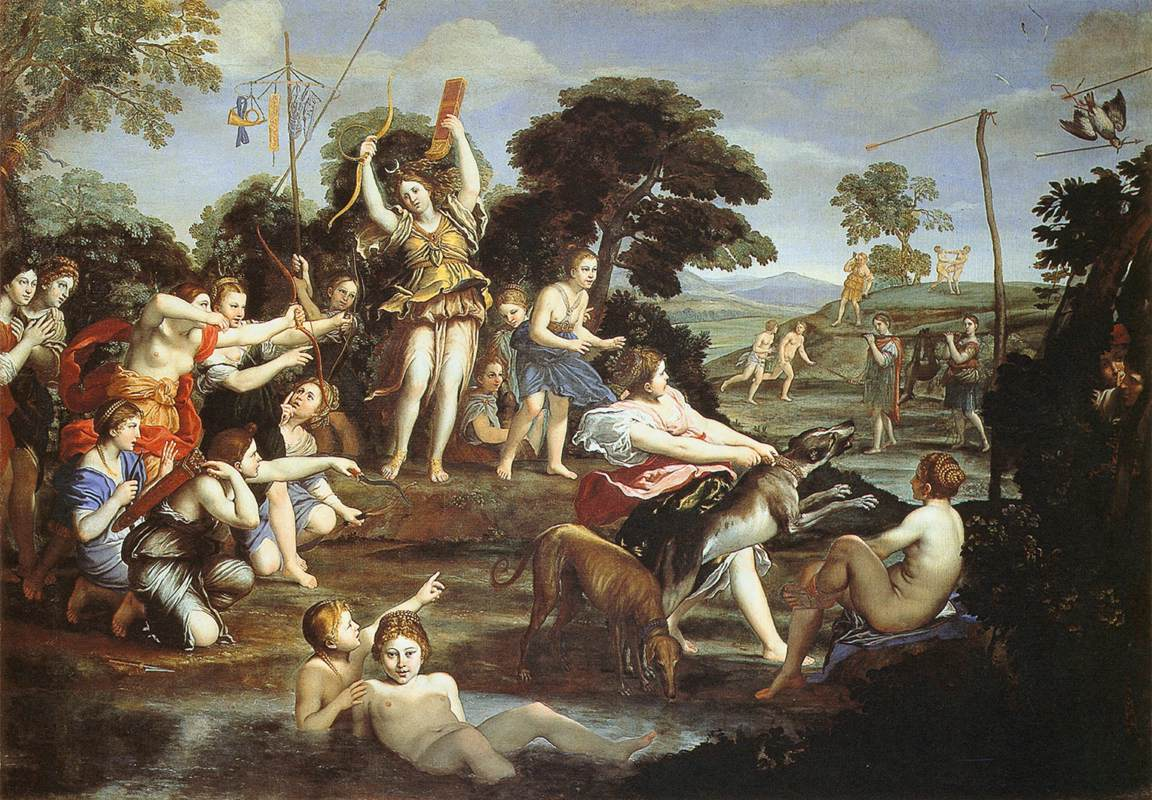
Diana i jej nimfy Domenichino, ok. 1616-1617
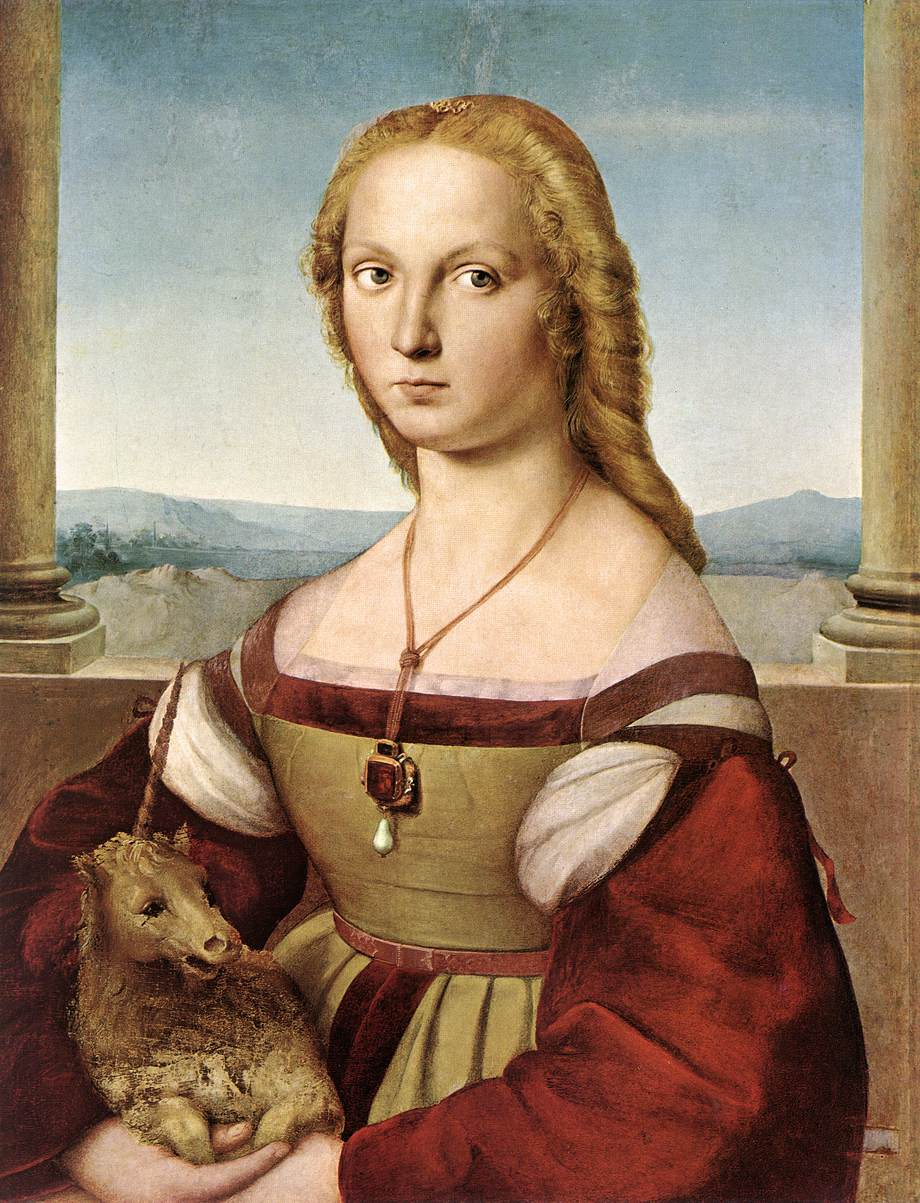
Kobieta z jednorożcem Rafael, ok. 1505
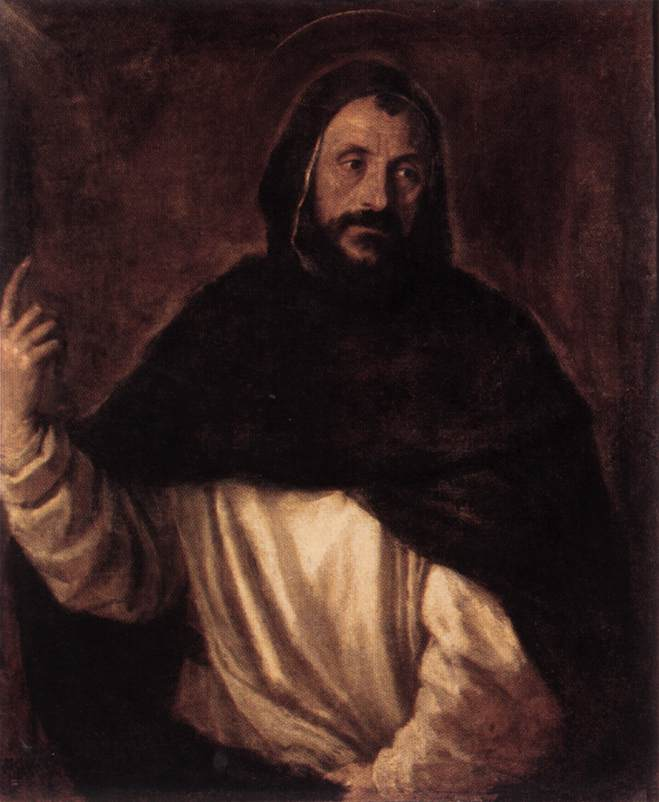
Św. Dominik Tycjan, ok. 1565
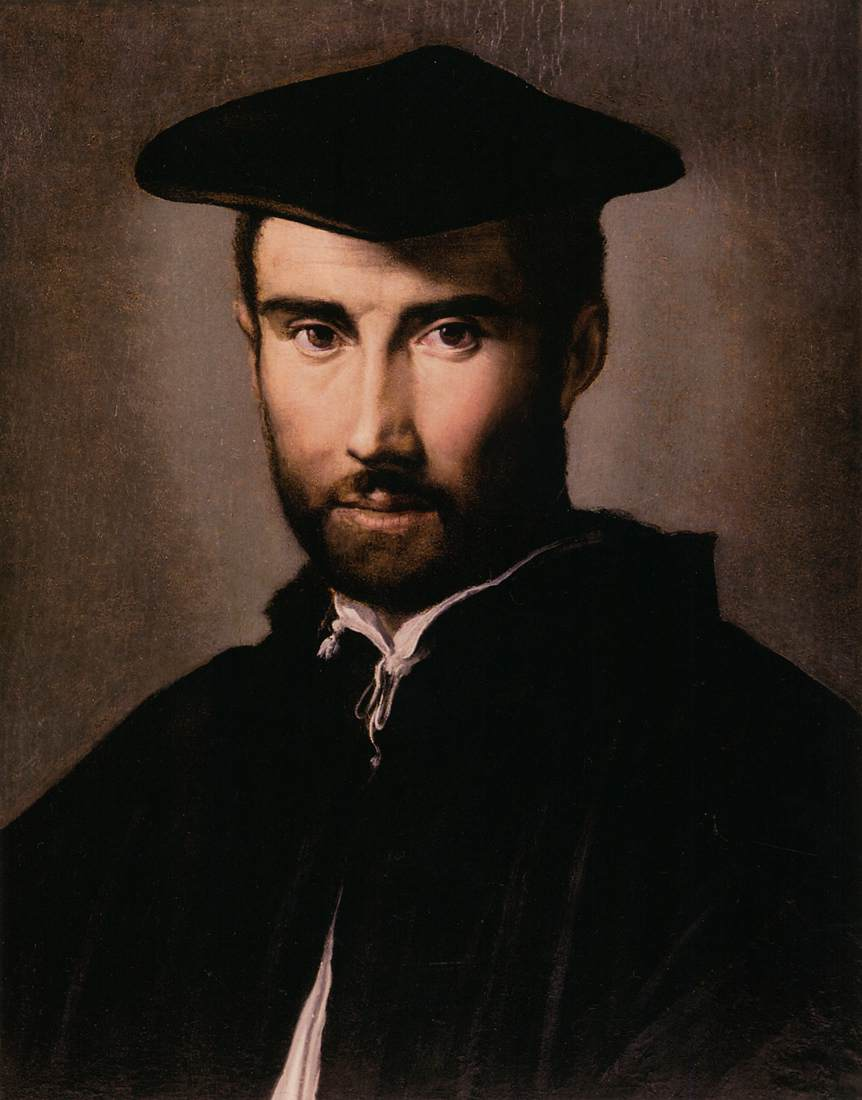
Portret mężczyzny Parmigianino, ok. 1528
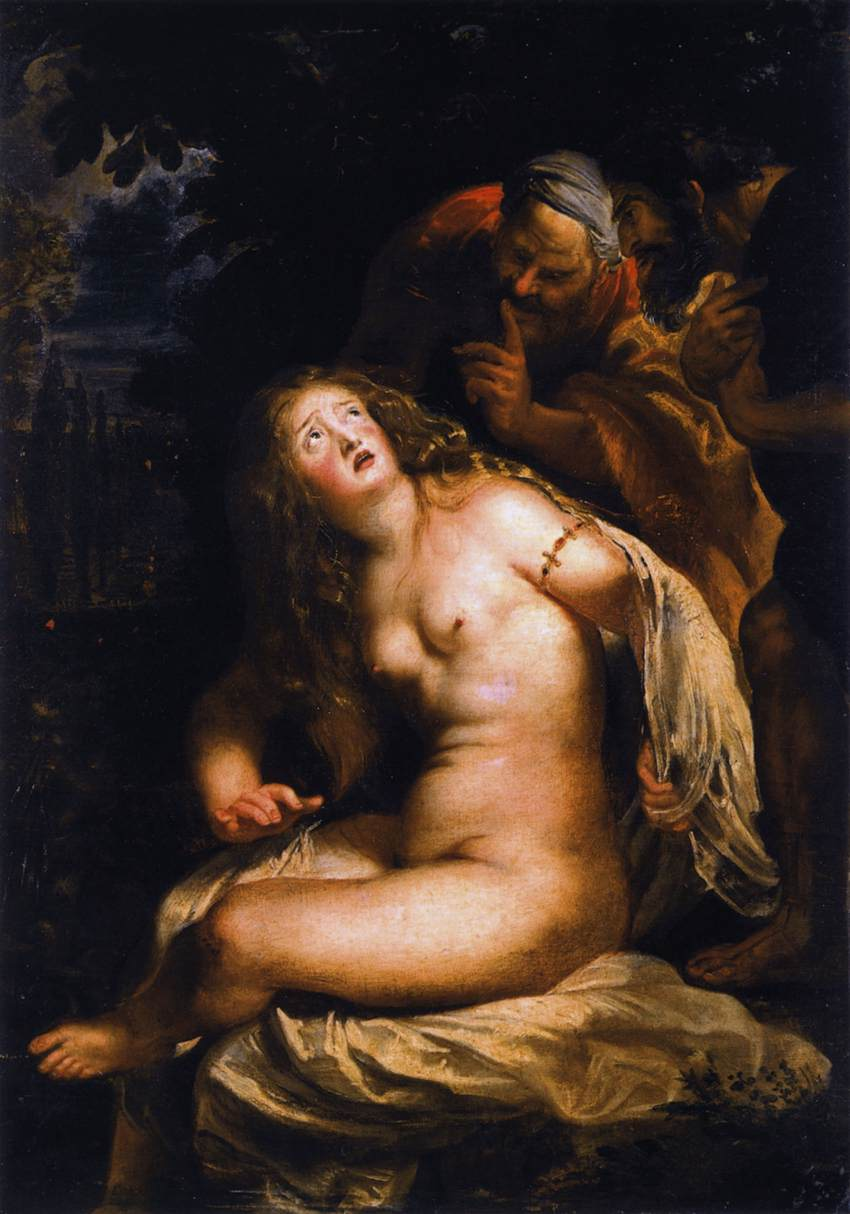
Zuzanna i starcy Peter Paul Rubens, ok. 1607-1608
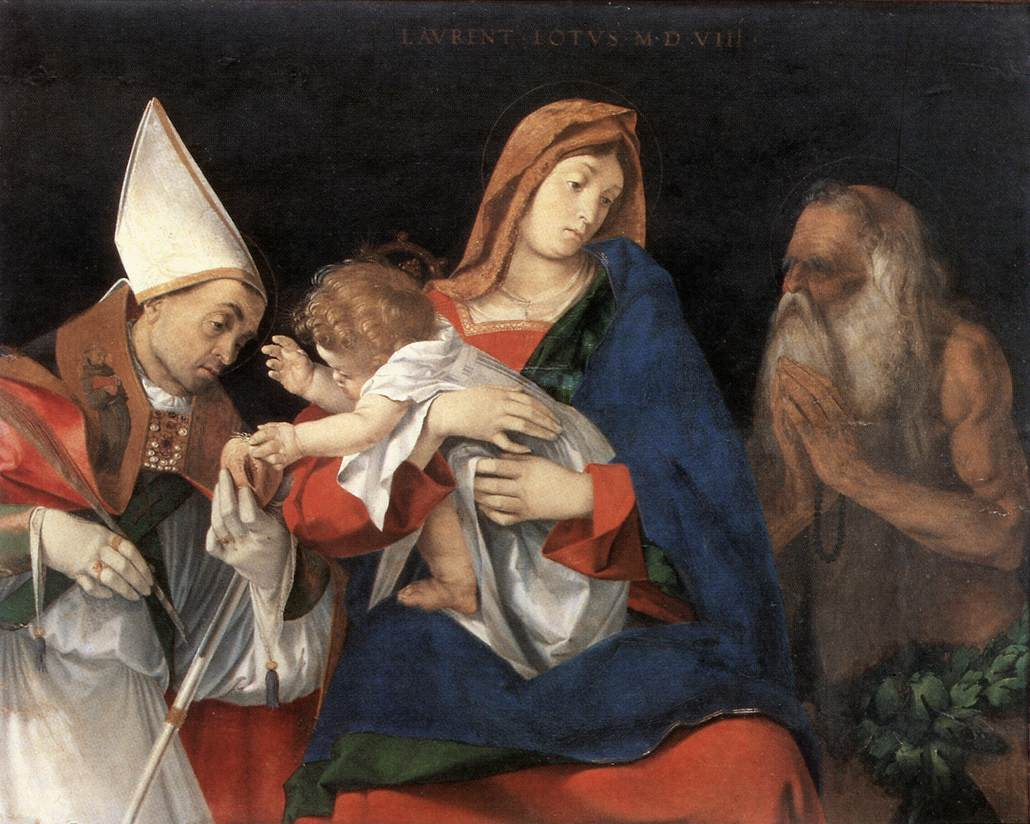
Madonna z Dzieciątkiem i święci Lorenzo Lotto, ok. 1508
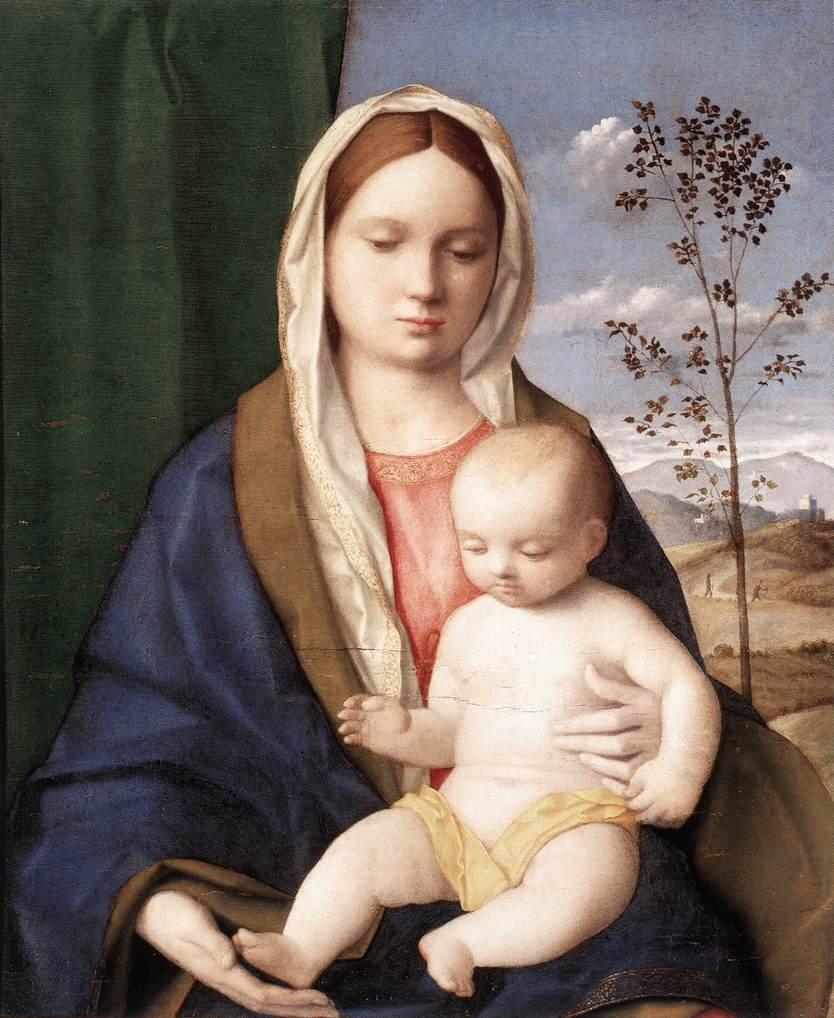
Madonna z Dzieciątkiem Giovanni Bellini, ok. 1510
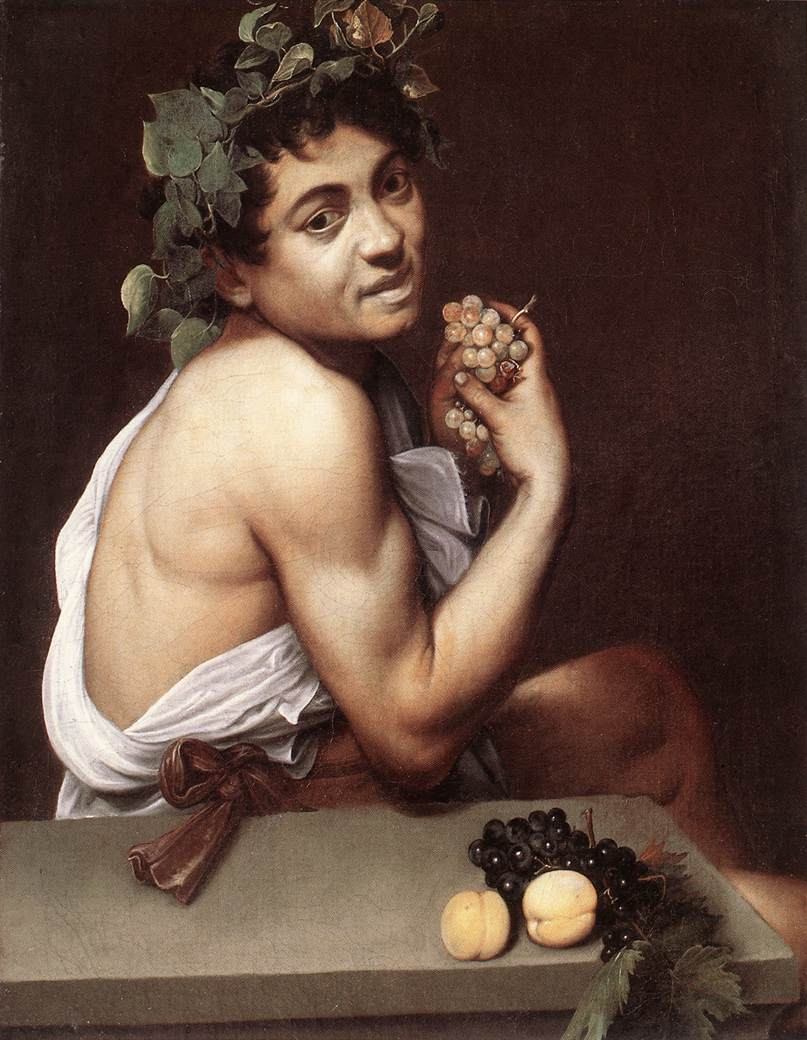
Bachus Caravaggio, ok. 1593
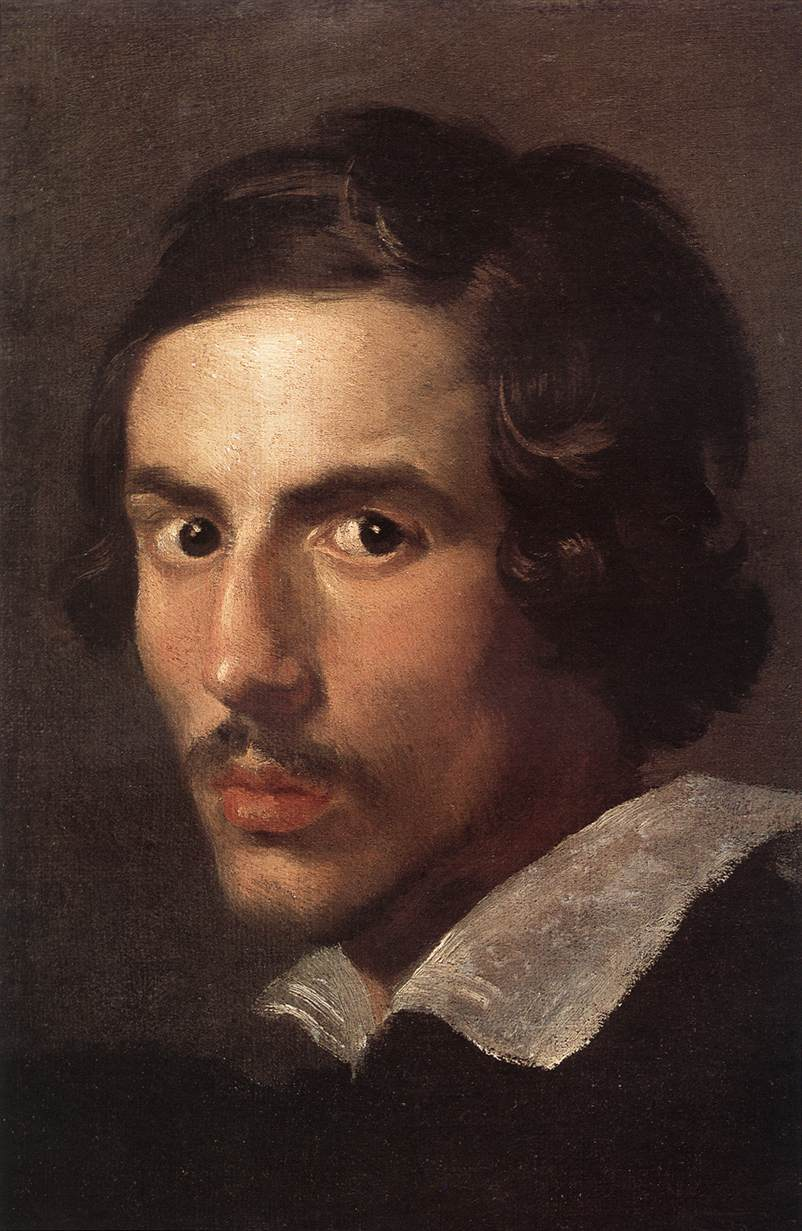
Autoportret Gian Lorenzo Bernini, ok. 1623
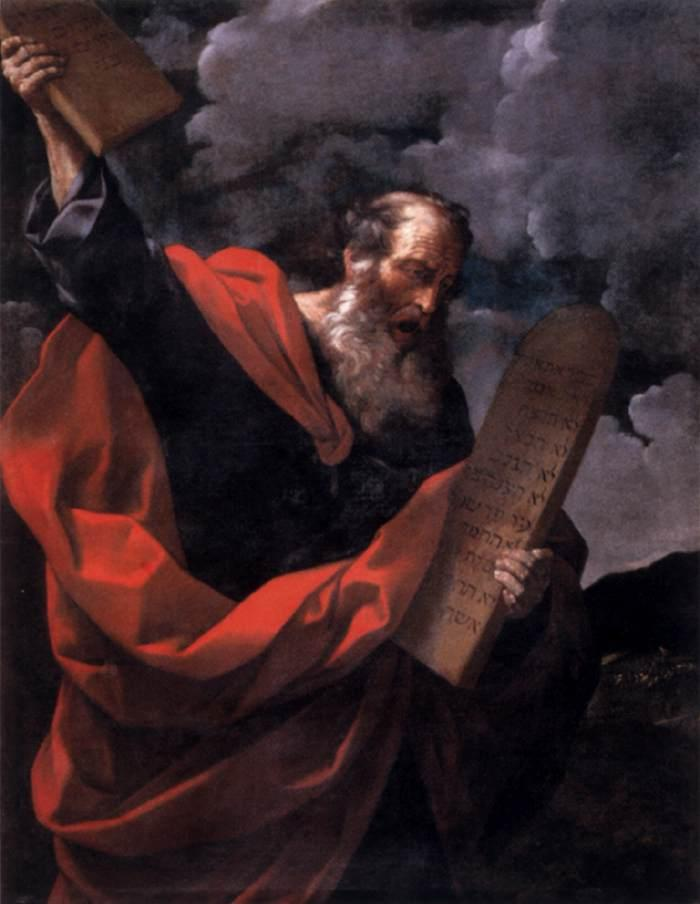
Mojżesz Guido Reni, ok. 1624
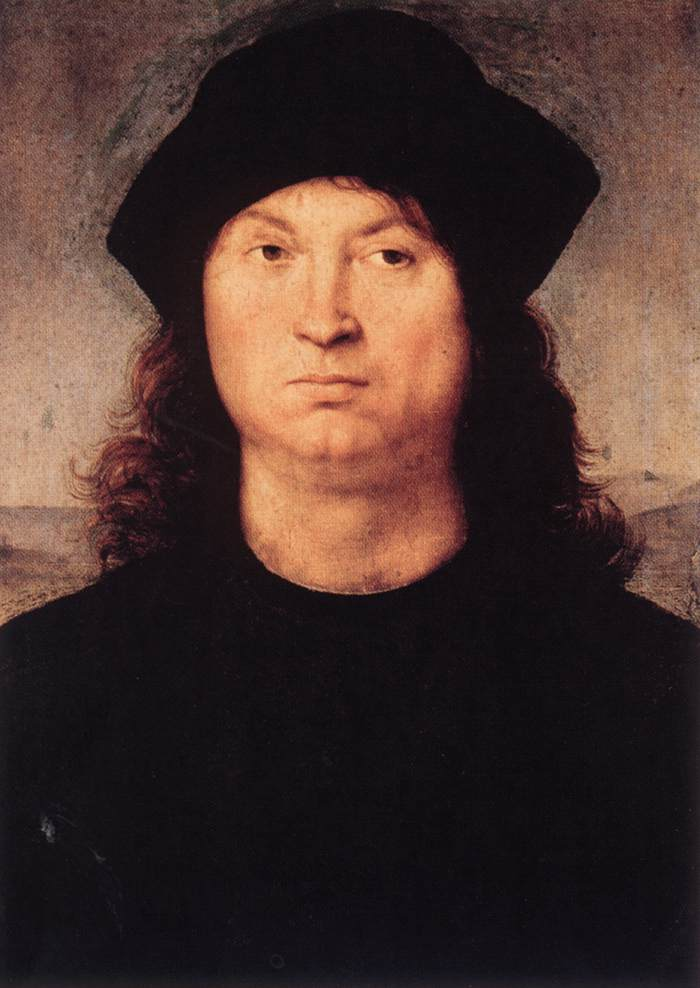
Portret młodego mężczyzny Rafael, ok. 1502